# 干沟飘拂草
干沟飘拂草（学名：Fimbristylis cymosa），又名黑果飘拂草，为莎草科飘拂草属下的一个种。这种植物通常可生长0.25至0.8（1至3英尺）。它在二月到九月之间开花，花朵一般为棕色。

## 扩展阅读
- 維基物種上的相關：干沟飘拂草